# ウィーバー郡 (ユタ州)
ウィーバー郡（英: Weber County、[ˈwiːbər]）は、アメリカ合衆国ユタ州の中北部に位置する郡である。人口は26万2223人（2020年）。郡庁所在地はオグデンであり、同郡で人口最大の都市である。1852年に設立され、郡名はウィーバー川に因んで名付けられた。グレートソルト湖の東岸の一部であるワサッチフロントと岩の多いワサッチ山脈の大半が郡内に入っている。
1889年に設立されたウィーバー州立大学がオグデン市内にある。
ウィーバー郡の全体がオグデン・クリアフィールド都市圏、ならびにソルトレイクシティ・オグデン・クリアフィールド広域都市圏に属している。

## 歴史
ウィーバー郡は1852年3月3日に設立され、ウィーバー川に因んで名付けられたが、ウィーバーというのは1820年代にこの地域に入ってきた毛皮交易業者かるつ罠猟師のジョン・ヘンリー・ウィーバー（1779年 - 1859年）に因むものだった。昔のウィーバー郡はカリフォルニア州やオレゴン州、ユタ準州の北西部境界から現在の郡南東境界まで広がっていた。ネバダ州ができ、ユタ州ができた時に、現在の郡域まで小さくなった。

## 地理
アメリカ合衆国国勢調査局に拠れば、郡域全面積は659平方マイル (1,710 km2)であり、このうち陸地は576平方マイル (1,490 km2)、水域は84平方マイル (217 km2)で水域率は12.73％である。
郡の東部はワサッチ山脈で標高が高く、西部はグレートソルト湖の部分に広がっている。ウィーバー川とオグデン川およびその支流がウィーバーのバレーを流れている。郡測量事務所は郡内を「ローワー・バレー」と「アッパー・バレー」の2つに分けている。その境界は郡内を南北に走るワサッチフロントの尾根である。ローワー・バレーは人口が多い地域であり、グレートソルト湖に接している。東部のアッパー・バレーはオグデン川の流域であるオグデン・バレーで大半が占められている。

### 隣接する郡
- ボックスエルダー郡 北西
- キャッシュ郡 - 北
- リッチ郡 - 北東
- モーガン郡 - 南
- デービス郡 - 南
- トゥーイル郡 - 南西隅

### 国立保護地域
- キャッシュ国立の森（部分）

## 人口動態
以下は2000年の国勢調査による人口統計データである。
| 基礎データ - 人口: 196,533人 - 世帯数: 65,698 世帯 - 家族数: 49,536 家族 - 人口密度: 132人/km2（342人/mi2） - 住居数: 70,454軒 - 住居密度: 47軒/km2（122軒/mi2） 人種別人口構成 - 白人: 87.69% - アフリカン・アメリカン: 1.40% - ネイティブ・アメリカン: 0.77% - アジア人: 1.28% - 太平洋諸島系: 0.16% - その他の人種: 6.59% - 混血: 2.12% - ヒスパニック・ラテン系: 12.65% 年齢別人口構成 - 18歳未満: 31.0% - 18-24歳: 12.6% - 25-44歳: 29.9% - 45-64歳: 18.1% - 65歳以上: 10.3% - 年齢の中央値: 29歳 - 性比（女性100人あたり男性の人口） - 総人口: 100.6 - 18歳以上: 98.2 | 世帯と家族（対世帯数） - 18歳未満の子供がいる: 40.3% - 結婚・同居している夫婦: 60.2% - 未婚・離婚・死別女性が世帯主: 10.7% - 非家族世帯: 24.6% - 単身世帯: 20.0% - 65歳以上の老人1人暮らし: 7.6% - 平均構成人数 - 世帯: 2.95人 - 家族: 3.42人 収入と家計 - 収入の中央値 - 世帯: 44,014米ドル - 家族: 49,724米ドル - 性別 - 男性: 36,239米ドル - 女性: 24,719米ドル - 人口1人あたり収入: 18,246米ドル - 貧困線以下 - 対人口: 9.3% - 対家族数: 6.9% - 18歳未満: 11.1% - 65歳以上: 5.5% |

## 都市と町

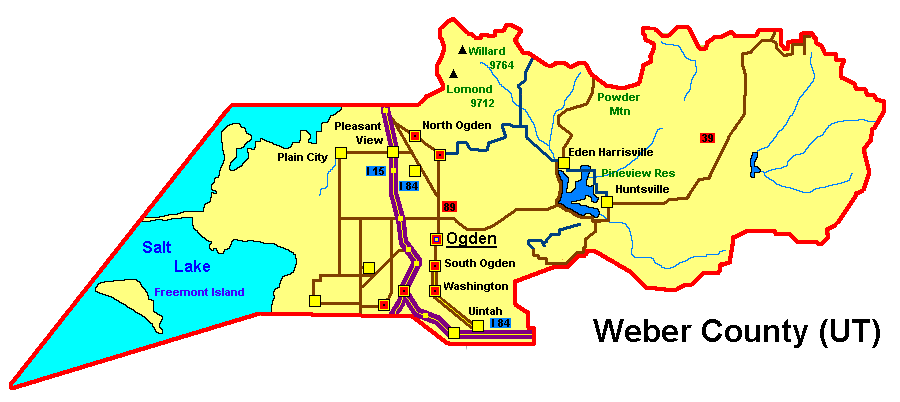
郡内の地図

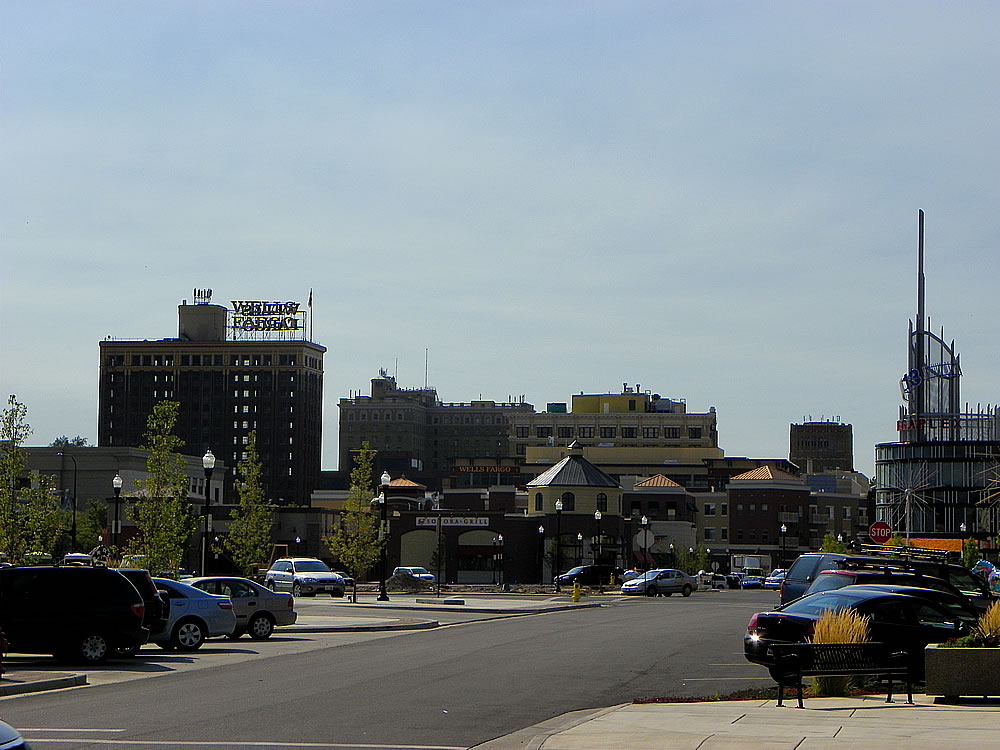
オグデン市中心街

- オグデン - 郡庁所在地
- ロイ
- ファーウェスト
- ハリスビル
- フパー
- ハンツビル
- マリオット・スレイタービル
- ノースオグデン
- プレインシティ
- プレザントビュー
- リバーデール
- サウスオグデン
- ユインタ
- ワシントンテラス
- ウェストヘイブン

## 未編入の町
以下の町は国勢調査局が国勢調査地域のオグデンバレーの部分として列挙している。
- イーデン
- リバティ
- ノーディックバレー
- リース
- テイラー
- ウォーレン
- ウェストウィーバー

## 教育
- ウィーバー州立大学（英語版）
- オグデン・ウィーバー応用工業大学
- オグデン市教育学区
- ウィーバー教育学区

## 著名な出身者と住人
- ハル・アシュビー、映画監督、アカデミー監督賞を受賞
- ジョン・ブローニング、銃器設計家
- トム・チェンバース、バスケットボール選手
- J・ウィラード・マリオット、実業家、マリオット・インターナショナルの創業者
- ハーバート・ブラウン・モー、ユタ州第8代知事
- ワッツ・ミサカ、日系2世アメリカ人の元バスケットボール選手
- ブレント・スコウクロフト、ジェラルド・フォード政権およびジョージ・H・W・ブッシュ政権の国家安全保障担当大統領補佐官
- ゲディ・ワタナベ、日系人俳優、声優
- バイロン・スコット、バスケットボール選手